# Пономаренко Сергій Іванович
Сергі́й Іва́нович Пономаре́нко (* 1983) — український військовослужбовець, майор, заступник командира батальйону 3 ОТБр Збройних сил України. Герой України (2022).

## З життєпису
Народився 28 липня 1983 року.
Одружений, подружжя виховує дочку й двох синів.
Під час навчання у Національному аграрному університеті в Києві здобув кваліфікацію командира танкового підрозділу на військовій кафедрі й отримав звання молодшого лейтенанта. Відтоді працював на різних посадах, станом на 2014 був керівником магазину однієї з великих мереж супермаркетів . 
Мобілізований на початку серпня 2014-го в званні молодшого лейтенанта Яготинським районним військовим комісаріатом. Після навчання в навчальному центрі «Десна» служив на офіцерській посаді. 18 жовтня 2014 у складі 3-го окремого танкового батальйону «Звіробій» був відправлений для виконання бойових завдань у ході проведення АТО. Брав участь у військових операціях поблизу міст Маріуполь, Лисичанськ і Попасна. Відзначився під час боїв за комплекс споруд навколо вертикального вентиляційного ствола шахти «Бутівка-Донецька» та відбиття ворожого наступу на м. Мар’їнка (нині Покровського р-ну). Пізніше влився до лав новоствореної 3-ї окремої танкової Залізної бригади, що базується у селищі Ярмолинці Хмельницького району Хмельницької області. У листопаді 2021 звільнився з військової служби, почав займався приватним підприємництвом .
У березні 2022 року взаємодії з підрозділом 25-ї окремої Січеславської повітрянодесантної бригади танкісти вчинили спробу штурму захопленого ворогом села Топольського, що неподалік Ізюма. Шість українських танків з двох напрямків наблизилися до села, проте з'ясувалося, що сили противника мають значну чисельну перевагу: одних лише ворожих танків, здебільшого — ретельно замаскованих, під час бою було виявлено близько двох десятків.
Під час бою візуально було підтверджено знищення дев'яти рашистських танків. Коли Сергій Іванович ухвалив рішення на відхід для поповнення боєкомплекту, ворог застосував артилерію різних калібрів, потужною канонадою не даючи змоги знову вийти на вогневі позиції. Один із українських Т-72 був пошкоджений одразу кількома влучаннями. Під прикриттям вогню командирського танка було здійснено виведення пошкодженої бойової машини в безпечне місце та успішну евакуацію її екіпажу. Також рота капітана Сергія Пономаренка знищила танки, БМП та до 20 солдатів противника.

## Нагороди
- звання «Герой України» з удостоєнням ордена «Золота Зірка» (2022) — за особисту мужність і героїзм, виявлені у захисті державного суверенітету та територіальної цілісності України, вірність військовій присязі[6].
- орден Богдана Хмельницького III ступеня (2015) — за особисту мужність і героїзм, виявлені у захисті державного суверенітету та територіальної цілісності України, вірність військовій присязі під час російсько-української війни[7].
- Відзнака Президента України «За участь в антитерористичній операції».
- Нагрудний знак «Учасник АТО».